# Oktober 1932
| Deze maand |
| --- |
| - Rapport van commissie-Lytton over Mantsjoerije - Zinovjev en Kamenev uit de partij gezet - De Broqueville wordt premier |

De volgende gebeurtenissen speelden zich af in oktober 1932. Sommige gebeurtenissen kunnen 1 of meerdere dagen te laat genoemd worden omdat ze per abuis vermeld zijn op de datum waarop ze bekend zijn geworden in plaats van de datum dat ze plaatsvonden.

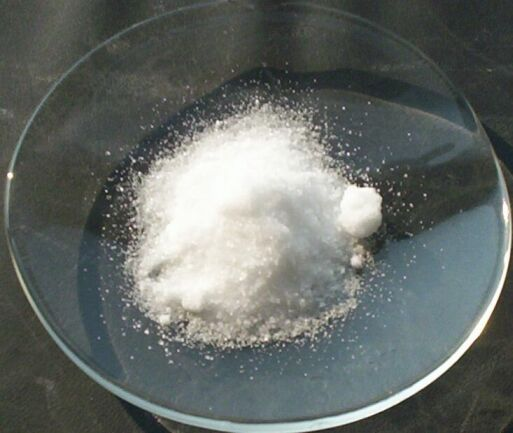
salpeter

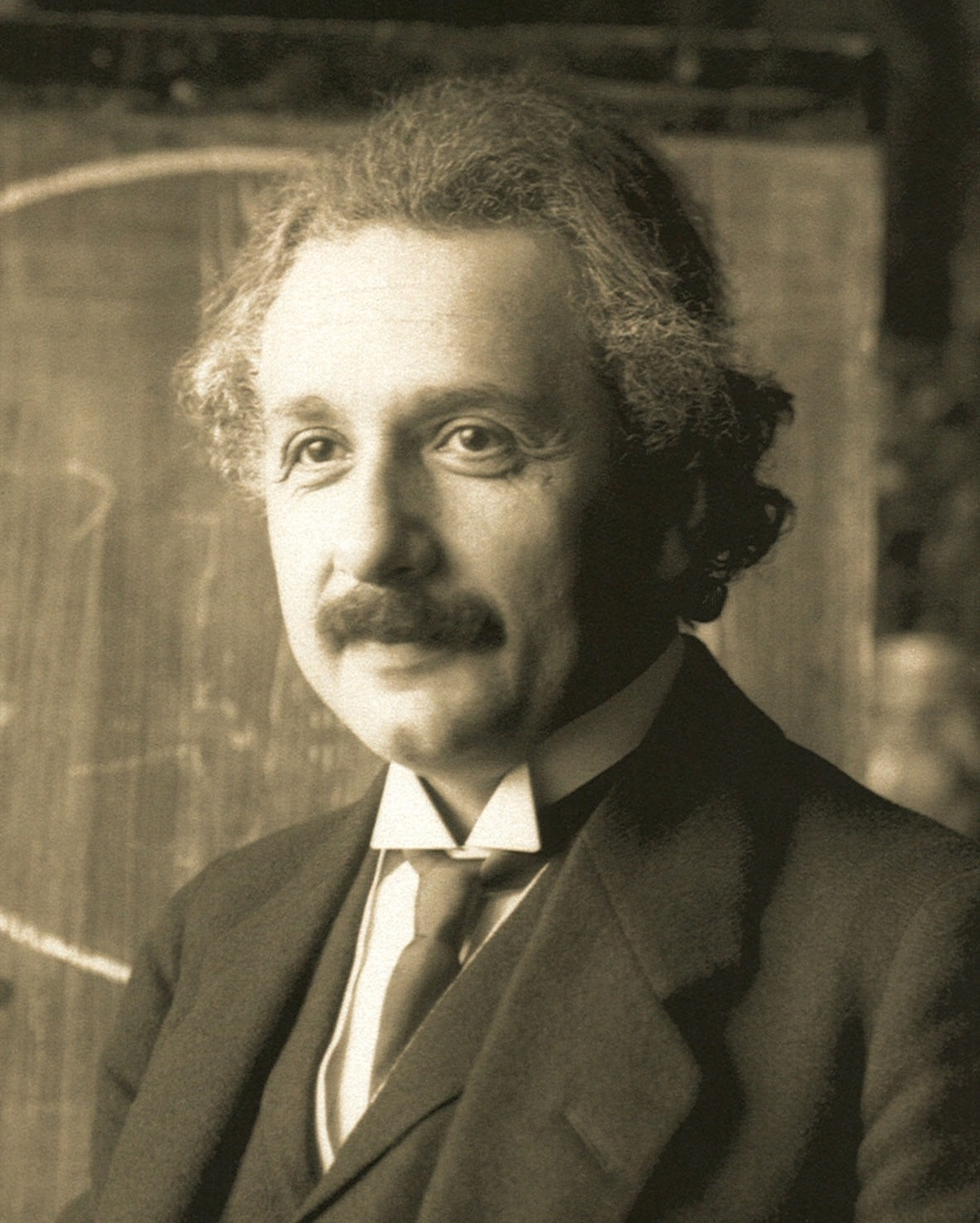
Albert Einstein

- 1: Gyula Gömbös vormt een nieuw kabinet in Hongarije.
- 1: In Amsterdam wordt de Nederlandse Rugby Bond (NRB) (her)opgericht, nadat de voorloper in 1923 was opgeheven.
- 2: Het rapport van de commissie-Lytton betreffende het conflict in Mantsjoerije bekendgemaakt. Belangrijkste punten:
  - Hoewel de Japanse grieven tegen China niet onterecht zijn, was er geen enkele reden voor de Japanse militaire actie vanaf september 1931
  - De militaire staatsgreep in Japan van 1931 wordt ook als ongemotiveerd afgewezen
  - De onafhankelijke staat Mantsjoekwo is niet ontstaan wegens een wens dienaangaande bij de bevolking, maar slechts door Japanse druk.
  - De commissie bepleit een hoge mate van autonomie voor Mantsjoerije, maar wel binnen het Chinese rijk, met een verdrag tussen China en Japan ter bescherming van de Japanse belangen.
- 3: In Estland leiden bezuinigingsvoorstellen tot een kabinetscrisis.
- 3: Japan verwerpt de stelling in het Lytton-rapport dat zijn militaire acties geen rechtmatige grond hadden, en het voorstel Mantsjoerije met versterkte autonomie terug onderdeel van China te laten zijn.
- 3: De opstand in Brazilië is beëindigd.
- 4: Professor Paul Stroobant van het observatorium te Ukkel geeft de uitkomst van nieuwe, nauwkeurige metingen betreffende de plaats en beweging van de zon in het melkwegstelsel.
- 4: Japan besluit haar politiek in Mantsjoerije niet te veranderen op basis van het rapport-Lytton.
- 5: Het Noorse bedrijf Norsk Hydro meldt de ontdekking van een procedé om zeewater in plaats van natriumcarbonaat te gebruiken bij de aanmaak van salpeter.
- 6: België protesteert bij Duitsland wegens de steun van Duitse kabinetsministers bij demonstraties om Eupen en Malmedy van België naar Duitsland te doen overgaan.
- 6: De Japanse marine wenst verhoging van de begroting voor de marine van 200 naar 320 miljoen yen.
- 10: In Joegoslavië, meer precies in Dalmatië, wordt een grote revolutionaire organisatie opgerold.
- 11: In de Sovjet-Unie zijn 20 partijleden, waaronder Grigori Zinovjev en Lev Kamenev uit de partij gezet wegens steun aan contra-revolutionaire activiteiten.
- 11: In Zweden wordt meegedeeld dat een telefoonnet zal worden aangelegd onder de Zweedse Saami.
- 12: William Beebe bereikt met zijn bathysfeer bij Bermuda een diepte van een halve mijl.
- 13: Albert Einstein aanvaardt een benoeming als hoogleraar aan het Institute for Advanced Study te Princetown.
- 14: Japan meldt een grote overwinning op Chinezen in Mantsjoekwo.
- 15: Bij Fayum in Egypte wordt een grote verzameling manicheïstische geschriften ontdekt.
- 16: Bij een grote demonstratie eisen 20.000 personen autonomie voor Slowakije.
- 17: De Fransman Joseph Avenol wordt door de Volkenbondsraad gekozen tot de nieuwe secretaris-generaal van de Volkenbond.
- 17: De financiële toestand van de stad New York is kritiek. Zij zal niet in staat zijn om per 1 november de salarissen van het gemeentepersoneel te betalen.
- 18: De Belgische regering-Renkin treedt af na interne onenigheid betreffende de ontbinding van het parlement en de nieuwe verkiezingen.
- 22: In België wordt een nieuwe regering gevormd, met als premier Charles de Broqueville.
- 25: Het Staatsgerechtshof in Leipzig doet uitspraak in de door Pruisen aangespannen zaak tegen de noodverordening van 20 juli, waarin Franz von Papen tot rijkscommissaris van Pruisen wordt benoemd en deze wordt gemachtigd Pruisische ministers tijdelijk uit hun ambt te ontzetten en te vervangen. De actie op zich wordt als legaal beschouwd, maar de Pruisische staatsministers kan niet hun vertegenwoordigende functie ten opzichte van de staat en andere landen ontnomen worden.
- 28: De Nobelprijs voor Fysiologie of Geneeskunde wordt toegekend aan Sir Charles Sherrington en Edgar Douglas Adrian voor hun werk betreffende de functie van zenuwcellen
- 29: In St. Nazaire wordt de Normandie te water gelaten, het grootste schip ter wereld met een waterverplaatsing van 70.000 bruto registerton. Het is bestemd voor een veerdienst Le Havre-New York.
- 31: Er worden een aantal maatregelen genomen om Pruisische en staatsministeries in Duitsland met elkaar samen te voegen. Pruisen en Beieren protesteren.
- 31: De New Yorkse banken zeggen ter leniging van de financiële nood van de stad een krediet van 21,5 miljoen dollar toe, onder voorwaarde dat de stad tot bezuinigingen en salarisverlaging van ambtenaren besluit.
- 31: In de spinnerijen in Lancashire breekt een grootschalige staking (ruim 200.000 personen) uit in protest tegen salarisverlagingen.

<< · januari · februari · maart · april · mei · juni · juli · augustus · september · oktober · november · december · >>